# Podwórkowi Chuligani
Podwórkowi Chuligani – polska grupa muzyczna, grająca muzykę ska punk i Oi!. 

## Historia
Zespół powstał w 1998 roku w Płocku. 27 września 1998 roku grupa wydała debiutancką płytę Powrót na ulicę. W późniejszym okresie grupa koncertowała, m.in. na Punkowej Orkiestrze Świątecznej Pomocy w Krakowie, międzynarodowym festiwalu muzyki ska w RoSlau. W 1999 muzycy wydali drugą płytę Ciężko jest. Wkrótce potem zawiesili działalność. Zespół reaktywował się na krótko w 2005 roku, w zmienionym składzie; Filipa, który gra dużo koncertów z zespołem Farben Lehre zastąpił Robert Chabowski, zwany przez znajomych Chabosiem. Pierwszy koncert po długiej przerwie zagrali 18 lutego w płockim klubie Forma.
Pod koniec 2008 roku nastąpiła ponowna reaktywacja grupy, tym razem w oryginalnym składzie. Pierwszy koncert odbył się 5 marca 2009 roku w Warszawie, w klubie Radio Luxembourg.

## Skład zespołu
- Franek (Robert Wudarski) – wokal

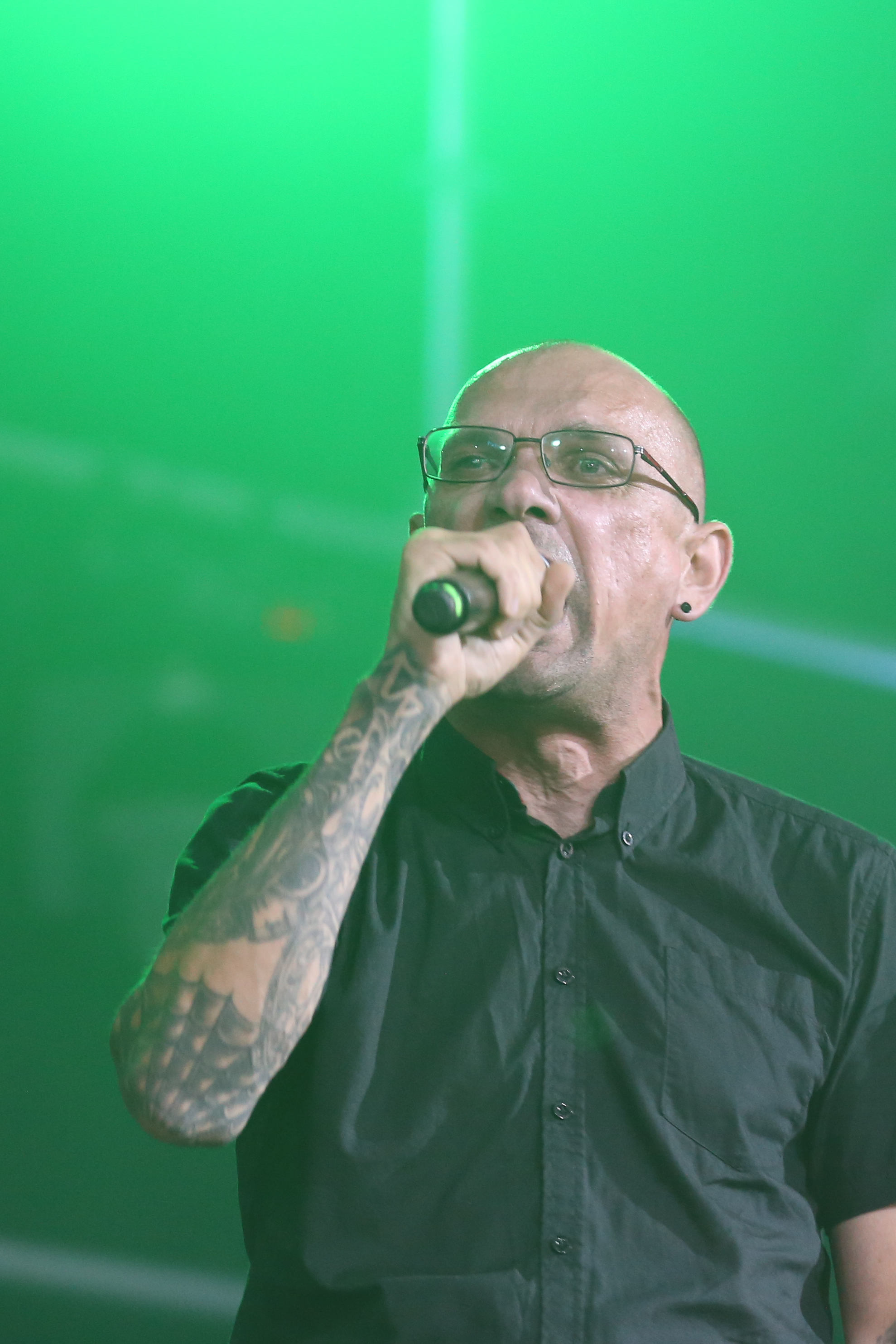
Franek

- Artur (Artur Kania) – gitara basowa
- Duken (Adam Przemyłski) – perkusja
- Radek (Radosław Witkowski) – keyboard

### Byli członkowie
- Chaboś (Robert Chabowski) – gitara elektryczna
- Przem (Przemek Chylinski) – saksofon
- F1let (Filip Grodzicki) – gitara
- Gilun (Maciej Grzelak) – keyboard
- Łukasz Grocki – gitara

## Dyskografia
- Powrót na ulicę, CD (1998) (Jimmy Jazz Records)
- Ciężko jest, CD (2002) (Jimmy Jazz Records)
- Na pohybel, CD (2010) [Lou & Rocket Boys]
- Prowincjonalna łobuzerka, CD (2017) (DIY)
- Powrót na ulicę, LP, (2017) (Jimmy Jazz Records)
- Prowincjonalna łobuzerka, LP (2018) (Jimmy Jazz Records)

## Składanki
- Prowadź mnie ulico:
  - Prowadź mnie ulico vol. 1 (2004), utwory „Ako Ska”, „Rude Boy Janek”[1][2][3]
  - Prowadź mnie ulico vol. 7 & 8 (2021), utwory „Antysystem”, „Okno na świat”, „Profity”[4][5].